# 李敏焕
李敏焕（朝鲜语：／，1913年—1936年7月15日），朝鲜族，东北抗日联军将领，东北人民革命军第一军第一师参谋长，2015年8月入选著名抗日英烈、英雄群体名录。

## 早年生涯
1913年，李敏焕出生于日占朝鲜咸镜北道一个贫苦农民家庭，后随家人迁居吉林省延吉县。1928年，他在老师的帮助下进入龙井大成中学学习，不久加入共产主义青年团，并任校儿童团总团长。1929年，李敏焕被中共派往清原县从事地下党工作。日本当时在清原设有领事馆，通过发展亲日网破坏当地的群众反日运动。李敏焕与其它两名地下党一起处死了当地一名颇具影响的革命叛徒崔小峰。1930年，李敏焕加入中国共产党，同年底任清原县委委员兼共青团书记。:115:187
1931年夏，中共清原县委准备在8月1日组织群众举行反日暴动，成立了暴动领导委员会，李敏焕是暴动委员会委员。“八一”反日暴动当天，委员们组织群众分为三路进攻日本领事馆，李敏焕是第三路的负责人，组织领导草市、横道河子等地三、四百名群众参加了此次暴动。同年秋，清原县委又发起了“秋收暴动”，李敏焕在群众大会上发表讲话，后带领三间房地区七百余名农民围攻当地两地主大院，最终取得减租减息的胜利。:116-117

## 少年营政委
1931年冬，李敏焕被调任中共海龙县委委员兼共青团县委副书记，1932年赴柳河县三源浦一带发展抗日武装队伍。同年秋，他组建起一支30人的“农民自卫队”，后又吸收了一批青少年。1933年，他的武装队被改编为东北人民革命军第一军独立师少年连，李敏焕任连政委。:117-118
1933年9月，李敏焕带领少年连伪装成修路工和小贩从十几名修路监工警察手中抢获13支步枪，两个短枪和千余发子弹。同年初冬，他与一师五团团长李明海一起在通化小黄沟率部偷袭当地汉奸王德文的武装队，击毙数人，缴获八九支步枪，导致王德文被撤职。同年深冬，他与李明海再次合作率部成功突袭通化三道河大财主王老八，缴获6000余斤大米、1000余斤豆油、五六十口白条猪等大量物资，并将这些物资分发给当地贫民百姓:188-189。此外，他还与李红光合作率部活捉了通化县长汉奸徐伟儒和一名日本指导官。
1934年春，独立师准备攻打柳河县三源浦。得到风声的驻三源浦日军和满洲国军纷纷躲在城中不出来。李敏焕率少年连将公路桥的主梁锯断大半截，然后点燃霍家街日军的柴草垛，鸣枪诱敌。日军收到遭袭的报告后，派出两辆军车增援霍家街。军车行驶到公路桥时，桥便塌了，埋伏在周围的少年连趁机发动猛攻，打死日军数十人:118-119:189-190。少年连虽是由十六七岁的青少年组成，但却是一支很强的武装队伍，被称为“英勇善战少年连”:118。独立师的指战员常说：“前堵后蹩八九连，冲锋陷阵少年连”。1934年秋，少年连在柞木台活捉了一名大财主，李敏焕通过教化使大财主为少年连长期提供所需的军火与物资。随着李敏焕队伍的不断壮大，1935年5月少年连扩编成为少年营。李敏焕任营政委:34。

## 师参谋长
1935年8月底，李敏焕被任命为东北人民革命军第一军第一师参谋长。不久，他根据情报率部在辑安县（今集安市）刀尖岭伏击日本指挥官和百名满洲国军，俘虏30余人，消灭大部分满洲国军，缴获步枪50支，以及满洲国和日军指挥官军服40多套。此后，他率部假扮成日军和土匪佯装在桓仁县窟窿榆树村发生冲突，然后假扮日军指挥官到当地警察署谴责警察在日军遭袭时不予援助，并以通匪为由解除了警察署的武装，最后放火烧毁了这个警察署。:119-120:190-191
1935年12月，李敏焕率部围攻凤城县汉奸王家真的大院。李敏焕试图劝王家真投降，但王家真兄弟六人却负隅顽抗，武力还击。劝降无果之后，他命令部下火烧王家大院，然后趁机突破，击毙王老六等人，活捉王老三。王家真装死在烟火的掩护下溜走，但后在县城治伤时被山林抗日队打死。此次火烧王家大院成功铲除了王家真武装部队对本溪县和尚帽子抗日游击根据地的威胁。王老三被李敏焕释放后还为抗联捐献了一门小炮。:191-192
1936年3月，李敏焕率部在凤城县野猪沟歼灭伪军一个连。同年4月，他率部参与了一军军长杨靖宇指挥的梨树甸子战斗，消灭汉奸邵本良部队七八百人，后随杨靖宇一起进入本溪县。同年6月中旬，李敏焕与抗联一军政治部主任宋铁岩根据抗联西征会议的决议，率一师400余人西征辽西、热河以期打开与关内红军的联系。部队翻越摩天岭行军至辽阳附近时遭到日军重兵阻截。西征受阻后，李敏焕和宋铁岩率一师返回摩天岭，在主要道路和山头埋下伏兵，7月4日消灭了随后追来的日守备队中队50人，击毙金田中队长。此后，日军派出更大规模的兵力围剿一师，7月15日在突围战斗中，李敏焕中弹牺牲，时年23岁。:287:120-121:192-193

## 纪念
- 1985年9月3日，中共本溪县委员会、本溪县人大常委会、本溪县人民政府等单位在摩天岭立纪念碑，碑身正面书“东北抗日联军第一军第一师参谋长李敏焕烈士永垂不朽”。[9][4]
- 2015年8月，李敏焕入选著名抗日英烈、英雄群体名录。[1]